# Yetisports
Yetisports bezeichnet eine Reihe von Geschicklichkeitsspielen am Computer, die der Österreicher Chris Hilgert erfunden hat. Charakteristisch für alle Versionen dieses Spiels ist die ständige Präsenz eines Yetis (Hauptfigur) und mehrerer Pinguine.
Der Yeti macht in den mittels Flash umgesetzten Spielen eine virtuelle Weltreise, die ihn von der Antarktis ausgehend nach Australien, Afrika, Hawaii, Österreich, Südamerika und schließlich in den Himalaya führt.
Es gibt zehn offizielle Teile (sog. Parts), daneben existieren im Internet auch noch gefälschte Versionen und verschiedene Bonusspiele. Während das von „Edelweiss Medienwerkstatt“ produzierte Yetisports anfangs als Minispiel nur als kostenfreie Freeware erhältlich war, ergänzten später kommerzielle, kaufbare Versionen und diverse Nebenprodukte das Angebot.

## Entwicklung
Das erstmals im Januar 2004 veröffentlichte Pingu Throw verbreitete sich innerhalb kürzester Zeit über das Internet und wurde von Fans in teils veränderter Form (z. B. als blutige Pingu Throw Gore Version) erneut online gestellt, was die Beliebtheit des Spiels weiter steigerte.
Der Hersteller des Spiels stellte daraufhin seine Webseite auf eine professionell gestaltete Form um, entschied sich zur Veröffentlichung weiterer Teile und bot unter anderem eine Online-Highscore-Liste an, die über die deutschsprachigen Ländergrenzen hinaus zu großer Popularität und intensiven Wettkämpfen um die besten Punktzahlen führte. Gerade zu Zeiten der Veröffentlichung neuer Teile waren die Server des Herstellers überlastet und kaum mehr zu erreichen.
Bereits die ersten beiden Onlinespiele von „YetiSports“ wurden mehr als 200 Millionen im Netz gespielt und im September 2004 wurde das Spiel schon von mehr als 250 Millionen Spielern gespielt und erreichte Kultstatus. Für CNET gehört das Spiel zu den  zehn süchtig machenden Online-Flash-Spielen die je gemacht wurden.
Den Hype um die Yetisports-Reihe wusste der Hersteller zu nutzen und weiter hochzuhalten: So wurden die Fans zur Einsendung von Bildern und Spielideen aufgefordert, Umfragen geschaltet, Foren zur Diskussion um Spieletipps und -strategien online gestellt, ein Yetisong als Maxi-CD veröffentlicht, unterschiedliche Fanartikel erstellt und auch Verträge mit anderen Anbietern geschlossen, die Yetisports als kostenpflichtige Version auf Handys oder Spielekonsolen portierten oder grafisch verbessert als Kaufversion veröffentlichten.
Heute kann man die einzelnen Yetisports-Teile als Offline-Version per Download für Windows und Mac OS erhalten, weiter lassen sich die Spiele online spielen, um sich mit anderen Spielern in den mittlerweile in Echtzeit aktualisierten Highscore-Top1000-Listen zu messen. Um Cheatern Einhalt zu gewähren und auch Zusammenschlüsse von Yetisports-Spielern zu einzelnen Mannschaften zu ermöglichen, ist eine kostenlose Zwangsregistrierung erforderlich.
Sämtliche Spiele der Yetisports-Reihe in der Offline-Version bringen vor dem Spielstart unter anderem eine Werbemeldung des Handyherstellers Sony Ericsson.
Unter dem Titel Yetisports: Arctic Adventures veröffentlichte JoWood sechs der Spiele als Minispielsammlung für PC, Xbox und PlayStation 2.

## Inhalte der einzelnen Teile

### Offizielle Teile
- Part 1: Pingu Throw: Eine unbegrenzte Reihe von Pinguinen stehen auf einem Felsen. Der Spieler muss nun versuchen, die Pinguine, die sich auf Mausklick vom Felsen stürzen, so weit wie möglich mit einem baseballschlägerartigen Knüppel zu schlagen.
- Part 2: Orca Slap: Hier muss der Spieler versuchen, die Pinguine, die von einem Orca in die Luft geschleudert werden, mit Schneebällen möglichst mittig auf eine Zielscheibe zu befördern.
- Part 3: Seal Bounce: Bei dieser Version muss der Spieler versuchen, die Pinguine in einer Art Eisspalte so hoch wie möglich zu werfen. Dabei können verschiedene Tiere an beiden Seiten zu größeren Höhen verhelfen.
- Part 4: Albatross Overload: Die Szenerie wurde bei diesem Spiel an einen Strand verlagert, wo der Yeti versucht, die Pinguine so weit wie möglich vom Ausgangspunkt wegzubewegen. Dafür benutzt er Albatrosse, auf deren Rücken die Pinguine landen können und deren Flügelschlag der Spieler mit geschickten Mausklicks steuern kann.
- Part 5: Flamingo Drive: Hier findet das Spiel in einer Savanne statt. Wieder geht es darum, die Pinguine so weit wie möglich vom Ausgangspunkt wegzubewegen. Dies wird nun mit einem Flamingo, der wie ein Golfschläger gehandhabt wird, erreicht. Weitere Tiere und Pflanzen liegen auf der Strecke: Geier tragen den Pinguin beim Schuss aus dem Sichtfeld weiter, Giraffen können den Pinguin weiterschleudern, Schlangen katapultieren den Pinguin bei Berührung in die jeweilige Richtung weiter.
- Part 6: Big Wave: Hier muss der Spieler versuchen, mit seinem auf einer Welle surfenden Yeti, die aus dem Wasser springenden Pinguine wegzuschleudern und dabei möglichst gute und hohe Sprünge zu zeigen. Erstmals ist die Steuerung nicht mehr über die Maus, sondern über die Tastatur realisiert.
- Part 7: Snowboard Free Ride: Der Spieler muss versuchen, mit seinem Yeti schneller als die computergesteuerten Pinguine das Ziel auf einem Snowboard zu erreichen. Während der Fahrt können Stunts gemacht werden, für die der Spieler extra Punkte bekommt.
- Part 8: Jungle Swing: Hier geht es darum, den Yeti mittels geschickter Mausklicks von Ast zu Ast hüpfen zu lassen, wobei er ein immer höheres Level erreicht.
- Part 9: Final Spit: Diese Version ist ein Moorhuhn-ähnlicher Shooter, bei dem die Pinguine mit Lamaspucke abgeschossen werden müssen.
- Part 10: Icicle Climb: Bei dieser Version, die zeitgleich zum zweiten Geburtstag des Spiels erschienen ist, muss der Spieler versuchen, mit dem Yeti, der auf einem schwingenden Spinnennetz steht, die Pinguine so hoch wie möglich zu schießen, indem er Eiszapfen wirft, auf die der Pinguin springt und somit immer höher kommt.

### Bonusspiele und Sonderausgaben
- Part 1: Pingu Throw Ylympics: Dies ist eine spezielle Version von Part 1: Pingu Throw, die Szenerie wurde nach Athen verlagert.
- Part 1: Pingu Throw SE: Nahezu identisch mit dem Part 1 - Pingu Throw, jedoch wird nun die Tastatur mit ins Spiel einbezogen und der Spieler kann mit diversen Tasten Einfluss auf die Flugbahn des Pinguins nehmen.
- Part 1: Pingu Throw Multiuser: Eine weitere Modifikation von Part 1 - Pingu Throw für zwei Spieler, bei dem sich diese gegenüberstehen und ein tennisartiges Spiel spielen.
- Yetisports - Tournament: Diese Version ist eine bloße Zusammenfassung der offiziellen Teile 1 bis 5.
- Bonus Part: Stagedive: Wie der Titel dieser Version verrät, muss der Yeti hier von einer Bühne in eine Pinguinmenge springen. Ziel des Spieles ist es, so weit wie möglich vom Ausgangspunkt der Bühne wegzukommen.